# Marcus Edwards
Marcus Edwards (Enfield, 3 de dezembro de 1998) é um futebolista profissional inglês que atua como extremo, médio-ofensivo ou 2º avançado. Atualmente joga no Burnley, emprestado pelo Sporting CP.
Formado no Tottenham Hotspur, onde fez apenas um jogo, entrando como suplente na Taça da Liga Inglesa, transferiu-se para o Vitória SC em 2019 e foi vendido ao Sporting em janeiro de 2022 por uma taxa inicial de 7,67 milhões de euros. Realizou mais de 100 partidas na Primeira Liga e detém o recorde de jogador inglês com mais golos nesta competição.
Edwards somou 49 internacionalizações pelos escalões juvenis de Inglaterra, dos Sub-16 aos Sub-20, marcando 15 golos. Integrou a seleção de Sub-19 que conquistou o Campeonato Europeu Sub-19 de 2017.

## Carreira

### Tottenham Hotspur
Edwards juntou-se à academia do Tottenham Hotspur aos 8 anos de idade e foi progredindo ao longo dos escalões juvenis. A 2 de agosto de 2016, assinou o seu primeiro contrato profissional com o Tottenham, após um longo período de negociações e interesse de outros clubes.
No verão de 2016, Edwards participou na tour de pré-época da equipa principal, impressionando em várias partidas. Antes do início da temporada 2016–17, foi-lhe atribuída a camisola 48. A 20 de setembro de 2016, Mauricio Pochettino comparou Edwards a um jovem Lionel Messi devido ao seu baixo centro de gravidade e capacidade de ultrapassar adversários através do drible. No dia seguinte, Edwards fez a sua estreia profissional na 3ª ronda da Taça da Liga Inglesa, substituíndo Vincent Janssen para os 15 minutos finais de uma vitória em casa por 5–0 sobre o Gillingham; nestes minutos, fez um remate à baliza, defendido por Stuart Nelson. No entanto, em outubro, Marcus sofreu uma lesão no tornozelo que requeriu cirurgia, prevendo-se um longo período longe dos relvados.
A 29 de julho de 2017, Edwards renovou contrato com o Tottenham, mantendo-o no clube até 2020. A 13 de setembro, na Youth League, bisou numa vitória por 4–0 sobre o Borussia Dortmund. Na fase de grupos desse torneio, marcou 4 golos em 5 jogos.

#### Empréstimos
Em janeiro de 2018, Edwards foi emprestado ao Norwich City, do Championship, até ao fim da temporada 2017–18. Estreou-se pelo clube a 30 de março, substituíndo Mario Vrančić nos minutos finais de uma derrota em casa por 2–0 contra o Fulham. Essa foi a sua única partida pelos Canaries, regressando ao Tottenham a 10 de abril por "motivos pessoais".
Em agosto de 2018, Edwards foi emprestado ao clube holandês Excelsior até ao fim da temporada 2018–19. A 25 de setembro, foi expulso na 1ª ronda da Taça Holandesa. Nos instantes finais da partida, Marcus recebeu 2 amarelos em 6 minutos, com o Excelsior a ser derrotado, após prolongamento, por 3–2 pelo NEC Nijmegen. Edwards terminou a época com 2 golos e 4 assistências em 25 jogos pelo clube. Embora o inglês tenha marcado no play-off de despromoção, o Excelsior acabou por descer de divisão. No fim da temporada, Edwards liderava a tabela de dribles por jogo da Eredivisie, com 3.3, à frente de Steven Bergwijn do PSV (3,2).

### Vitória SC
A 2 de setembro de 2019, o Vitória SC, clube português da Primeira Liga, contratou Edwards por 4 anos, adquirindo 50% dos seus direitos económicos, colocando-lhe uma cláusula de rescisão de 15 milhões de euros. A 24 de outubro, Marcus marcou marcou o seu primeiro golo pelo Vitória, na fase de grupos da Liga Europa, inaugurando o marcador numa derrota por 3–2 frente ao Arsenal, rival do seu antigo clube. Terminando a época 2019–20 com 7 golos e 5 assistências no campeonato, Edwards foi um 10 dez candidatos ao prémio de Melhor Jogador. A 8 de fevereiro, tanto Marcus como João Carlos Teixeira bisaram numa vitória por 7–0 sobre o rival local Famalicão, que lutava por uma vaga na Liga Europa.
A 19 de outubro de 2020, Edwards marcou o único golo do jogo numa vitória em casa do Boavista, somando assim 8 golos na 1ª divisão de Portugal. Dessa forma, ultrapassou Brian Deane, ex-jogador do Benfica em 1998, como o inglês com mais golos na história da liga portuguesa.
A 7 de janeiro de 2021, o contrato de Edwards foi renovado até 2024, com uma cláusula de rescisão de 50 milhões de euros.
A 10 de janeiro de 2022, num jogo em casa do Gil Vicente, Edwards saltou do banco de suplentes, ganhou e converteu um penálti a 3 minutos do fim da partida, sendo posteriormente expulso, com o Vitória a ser derrotado por 3–2.

### Sporting CP
A 31 de janeiro de 2022, Edwards transferiu-se para o Sporting CP, campeão em título da Primeira Liga, por 7,67 milhões de euros, mais 500 mil euros em objetivos. O Sporting adquiriu os 50% dos direitos económicos do jogador detidos pelo Vitória, oferecendo também Bruno Gaspar e Geny Catamo aos Vimaranenses, a título definitivo e por empréstimo, respetivamente. Edwards estreou-se pelos Leões dois dias depois, substituindo Pablo Sarabia nos 19 minutos finais de uma vitória por 4–1 em casa do B-SAD. O seu primeiro golo pelo Sporting surgiu a 19 de março, em casa do seu ex-clube Vitória SC; substituíndo novamente Sarabia a 4 minutos do fim da partida, marcou, aos 90+8, através de um remate de longa distância, fechando uma vitória por 3–1.
A 7 de setembro de 2022, Edwards marcou o seu primeiro golo na Liga dos Campeões, fazendo também uma assistência, numa vitória por 3–0 em casa do Eintracht Frankfurt. A 26 de outubro, marcou num empate por 1–1 em casa do clube de formação Tottenham Hotspur. Na Taça da Liga 2022–23, marcou na goleada por 6–0 sobre o Farense e na vitória por 5–0 nos quartos-de-final contra o Braga, em Alvalade. Foi titular na final, a 28 de janeiro, tendo um golo anulado por fora-de-jogo na derrota por 2–0 frente ao Porto.
A janeiro de 2023, o Tottenham cedeu mais 15% dos direitos económicos de Edwards ao Sporting, como parte do negócio de venda de Pedro Porro para o clube londrino.
Burnley F.C
Marcus Edwards dia 4/2/2025 assina pelo Burnley F.C, um clube da 2ª divisão Inglesa.
"É como  um clube de Premier League"- diz ele

## Carreira Internacional
Internacionalmente, Edwards pode representar Inglaterra, graças ao seu pai ou o Chipre, através da sua mãe.
Em novembro de 2013, Edwards estreou-se por Inglaterra Sub-16, jogando 80 minutos numa derrota por 1–0 contra a Irlanda do Norte. Marcus realizou 6 partidas, marcando 1 golo pelos Sub-16 ingleses.
Em 2014, Edwards marcou 3 vezes por Inglaterra Sub-17, incluindo um bis na sua estreia, uma vitória por 5–1 sobre a Islândia. Edwards foi convocado para o Campeonato Europeu Sub-17 de 2015. Durante o torneio, fez 5 partidas, marcando 2 golos, contra Itália e Irlanda, sendo selecionado para a Equipa do Torneio. Edwards também foi convocado para o Mundial Sub-17 de 2015.
Em setembro de 2015, Edwards foi convocado para a Seleção Sub-18 de Inglaterra, marcando na sua estreia, numa vitória por 2–0 sobre a Holanda. Em março de 2016, bisou em partidas contra Áustria e Irlanda. Edwards marcou 4 golos em 5 jogos por Inglaterra Sub-18.
Em outubro de 2016, Edwards foi convocado pela Seleção Sub-19 de Inglaterra, estreando-se numa vitória por 3–1 sobre a Croácia e marcando no jogo seguinte, uma vitória por 2–1 sobre a Bulgária. Foi convocado para o Campeonato Europeu Sub-19 de 2017. Na semifinal contra a República Checa, saltou do banco e assistiu Lukas Nmecha para o único golo do jogo. Entrou novamente como suplente na 2ª parte na vitória contra Portugal na final.
Em agosto de 2017, Edwards foi convocado para a Seleção Sub-20 de Inglaterra, marcando na sua estreia, numa vitória por 3–0 sobre a Holanda.

## Vida Pessoal
Edwards é descendente de cipriotas gregos, do lado familiar da sua mãe.

## Estatísticas de Carreira
- Atualizado até 26 de maio de 2023

| Clube               | Temporada         | Campeonato        | Campeonato | Campeonato | Taça  | Taça  | Taça da Liga | Taça da Liga | Competições Europeias | Competições Europeias | Outros | Outros | Total | Total |
| Clube               | Temporada         | Division          | Jogos      | Golos      | Jogos | Golos | Jogos        | Golos        | Jogos                 | Golos                 | Jogos  | Golos  | Jogos | Golos |
| ------------------- | ----------------- | ----------------- | ---------- | ---------- | ----- | ----- | ------------ | ------------ | --------------------- | --------------------- | ------ | ------ | ----- | ----- |
| Tottenham Hotspur   | 2016–17           | Premier League    | 0          | 0          | 0     | 0     | 1            | 0            | –                     | –                     | –      | –      | 1     | 0     |
| Tottenham Hotspur   | 2017–18           | Premier League    | 0          | 0          | 0     | 0     | 0            | 0            | –                     | –                     | –      | –      | 0     | 0     |
| Tottenham Hotspur   | 2018–19           | Premier League    | 0          | 0          | 0     | 0     | 0            | 0            | –                     | –                     | –      | –      | 0     | 0     |
| Tottenham Hotspur   | Total             | Total             | 0          | 0          | 0     | 0     | 1            | 0            | –                     | –                     | –      | –      | 1     | 0     |
| Norwich City (emp.) | 2017–18           | Championship      | 1          | 0          | —     | —     | —            | —            | —                     | —                     | –      | –      | 1     | 0     |
| Excelsior (emp.)    | 2018–19           | Eredivisie        | 25         | 2          | 1     | 0     | —            | —            | –                     | –                     | 2      | 0      | 28    | 2     |
| Vitória SC          | 2019–20           | Primeira Liga     | 26         | 7          | 0     | 0     | 4            | 0            | 5                     | 2                     | –      | –      | 35    | 9     |
| Vitória SC          | 2020–21           | Primeira Liga     | 25         | 3          | 2     | 0     | 0            | 0            | –                     | –                     | –      | –      | 27    | 3     |
| Vitória SC          | 2021–22           | Primeira Liga     | 18         | 7          | 2     | 1     | 4            | 0            | –                     | –                     | –      | –      | 24    | 8     |
| Vitória SC          | Total             | Total             | 69         | 17         | 4     | 1     | 8            | 0            | 5                     | 2                     | –      | –      | 86    | 20    |
| Sporting            | 2021–22           | Primeira Liga     | 12         | 3          | 2     | 0     | 0            | 0            | 1                     | 0                     | –      | –      | 15    | 3     |
| Sporting            | 2022–23           | Primeira Liga     | 33         | 7          | 1     | 0     | 5            | 2            | 12                    | 3                     | –      | –      | 49    | 12    |
| Sporting            | Total             | Total             | 45         | 10         | 3     | 0     | 5            | 2            | 13                    | 3                     | –      | –      | 66    | 15    |
| Total de Carreira   | Total de Carreira | Total de Carreira | 140        | 29         | 8     | 1     | 14           | 2            | 18                    | 5                     | 2      | 0      | 182   | 37    |

1. ↑  Jogos nos play-offs de despromoção da Eredivisie
2. ↑  Jogos na Liga Europa
3. ↑  Jogo na Liga dos Campeões
4. ↑  6 jogos e 2 golos na Liga dos Campeões, 6 jogos e 1 golo na Liga Europa

## Títulos
Sporting
- Primeira Liga: 2023–24

Inglaterra Sub-19
- Campeonato Europeu Sub-19: 2017[53]

Individual
- Equipa do Torneio do Campeonato Europeu Sub-17: 2015[46]